# تفجيرات جامعة حلب
وقعت تفجيرات جامعة حلب يوم 15 يناير 2013 إبان الثورة السوريَّة إثر غارتين شنهما طيران نظام الأسد، وأسفرت عن مقتل ما لا يقل عن 82 شخص في جامعة حلب، بينهم طلاب وأطفال.
أنحت الولايات المتحدة باللائمة على نظام الأسد الذي شن غاراتين جويتين على الجامعة، ما أسفر عن سقوط قتلى، وأدانت الهجوم، ووصفته بـ«المشين». كذلك وثَّقت مصادر استندت على إفادات أدلى بها شهود عيان ومقاطع فيديو مصورة قيام طائرات نظام الأسد باستهداف الجامعة في هجومين صاروخيين منفصلين بفارق ثلاث دقائق.